# Kuszálik Péter
Kuszálik Péter (Kolozsvár, 1949. március 4. –) Joseph Pulitzer-emlékdíjas író, szerkesztő, sajtóbibliográfus, publicista, lexikográfus. Kuszálik Piroska fia.

## Életútja
Középiskoláit szülővárosában, a 11-es sz. Elméleti Líceumban végezte (1966), egyetemi diplomát a kolozsvári Műegyetem Gépészmérnöki karán szerzett (1973). 1990-ig a marosvásárhelyi Metalotehnica gépgyárban volt mérnök, 1990-1995 között független kutató: munkatársa és szerkesztője több lexikonnak, köztük a szekszárdi Babits-Amerikai Könyvkiadó Ki kicsoda sorozatának, a Magyar katolikus lexikonnak (Szent István Társulat, Budapest, 1993.). Továbbá: Új magyar irodalmi lexikon. I–III. köt. (Akadémiai Kiadó, Budapest, 1994.); A magyar irodalom évkönyve 1994 és 1995 (Széphalom Könyvműhely, Budapest, 1994, 1995.); Újságíró évkönyv 1995 (Marosvásárhely, 1995.); Ki kicsoda Aradtól Csíkszeredáig? (1–2. köt, Pallas-Akadémia Könyvkiadó, Csíkszereda, 1996, 1997.); Kortárs magyar írók adattára (1–2. kötet, Enciklopédia Kiadó, Budapest, 1998; 2000.); Romániai magyar irodalmi lexikon (4 kötet, Bukarest–Kolozsvár, EME–Kriterion, 2002). Marton József egyháztörténész mellett társszerkesztője a Márton Áron hagyatéka c. könyvsorozatnak (2005-19--). 
1995–2001 között a marosvásárhelyi Aranka György Alapítvány adminisztrátora, 2001–2005 között a Pro-Print Könyvkiadó, majd 2009-ig a Mentor Kiadó szerkesztője. 2009-től nyugdíjas, Marosvásárhelyen él.
1989 előtt csak szórványos közlései voltak, 1990 után kezdett újságokban is közölni. A Népújságban (A sarokasztalnál címmel), majd a Romániai Magyar Szóban (a lap megszűnéséig, 2005-ig) Morfondír címmel volt rovata. Két kötetben megírta a romániai magyar sajtó bibliográfiáját (1940–1989, ill. 1989–1998), valamint Sütő András életmű-bibliográfiáját (2011). Elkészítette az Igaz Szó teljes repertóriumát (1953–1989) (lásd a Transindex adattárában), és dolgozik az Utunk repertóriumán (1946–1965–).

## Kötetek[2]

### Önálló kötetek
- Erdélyi hírlapok és folyóiratok 1940–1989 (bibliográfia, Teleki László Alapítvány Közép-Európa Intézet /Kisebbségi adattár, Budapest), 1996
- Mörfi. Följegyzések a 20. század végéről (Mentor Kiadó, Marosvásárhely), 1996
- Mörfi újabb szövegei (Pro-Print Kiadó, Csíkszereda), 1998
- Mörfi a köbön (Pro-Print Könyvkiadó, Csíkszereda), 1999
- Viselt(es) dolgaink (Pro-Print Könyvkiadó, Csíkszereda), 2000
- Leveleskönyv, amelyben Bill elmeséli (Erdélyi Könyv Egylet, Erdély kövei, 11., Stockholm-Budapest), 2001
- A romániai magyar sajtó 1989 után (bibliográfia, Teleki László Alapítvány – Erdélyi Múzeum-Egyesület, Kisebbségi adattár, 10., Budapest-Kolozsvár), 2001
- A hátsó udvarban. Széljegyzetek az erdélyi sajtó és irodalom történetéhez (Pro-Print Könyvkiadó, Csíkszereda), 2001
- Viszem a balhét (Pro-Print Könyvkiadó, Csíkszereda), 2001
- Mörfi a Tejúton (Medium Kiadó, Sepsiszentgyörgy), 2002
- Kós Károly emlékkönyv (összeállította K. P., Mentor Kiadó, Marosvásárhely), 2003
- Purgatórium. Vitairat (Pro-Print Könyvkiadó, Csíkszereda), 2009
- Sütő András életműve. Annotált bibliográfia (Pro-Print Könyvkiadó, Csíkszereda), 2010
- A forradalom szikrája. Kézirat gyanánt. Szamizdat  (Marosvásárhely), 2010
- Hosszú úton. (Pro-Print Könyvkiadó, Csíkszereda), 2013
- Mörfi szürke könyve. Diagnózis és terápia. (Magánkiadás. Marosvásárhely), 2014. (jan.)
- Mörfi konyhája. Gasztrellák. (Pro-Print Könyvkiadó, Csíkszereda), 2014. (nov.)
- Tintaleves papírgaluskával; szerzői, Marosvásárhely, 2016
- Purgatórium. Vitairat az írói megalkuvásról; 2. bőv. kiad.; (Kárpát-medencei Tehetséggondozó Nonprofit Kft., Bp.), 2019. (jan.)
- Az intrikus kritikus. Mörfi pamfletáriuma.  (Pro-Print Könyvkiadó, Csíkszereda), 2019. (júl.)
- Indulj el újra. (Pro-Print Könyvkiadó, Csíkszereda), 2019. (nov.)[forrás?]
- Kétezerhárom.  (Magánkiadás. Marosvásárhely), 2020. (nov.)
- Mörfi naplója. (Magánkiadás. Marosvásárhely), 2020. (dec.)

### Társszerzőségben kiadott kötetek
- Fák és cserjék (Kuszálik Máriával, Kriterion, Kriterion Kiskalauz, Bukarest), 1984
- Orbán János Dénes: Méhes György monográfia (az életmű bibliográfiáját összeállította Kuszálik Péter, Erdélyi Híradó, Kolozsvár), 2001
- Páholy és karzat. (Marosvásárhely színházi élete a 19. század második felében. Zalányi Gyulával. (Pro-Print Kiadó, Csíkszereda), 2013
- Sántha Attila: Fodor úr, a boldog óriás. Fodor Sándor-monográfia. Az életmű-bibliográfiát K. P. állította össze. (Zelegor Kiadó, Kézdivásárhely), 2018

## Társasági tagság
- Erdélyi Magyar Írók Ligája (E-MIL)

## Díjak, elismerések
- Magyar Népjóléti Minisztérium családszociográfia-pályázatának 1. díja, 1994
- Látó novellapályázatának 1. díja, 1995
- Erdélyi Könyv Egylet regénypályázatának 1. díja, 2000
- Joseph Pulitzer-emlékdíj (2002)
- E-MIL, Méhes György Nagydíj, 2009

## Külső hivatkozások
- Kuszálik Péter kötetei az OSZK elektronikus katalógusában, 2011, 18 tétel
- Kuszálik Péter kötetei a SZTE Egyetemi Könyvtár Elektronikus Katalógusában, 2011, 12 tétel